# Alliopsis incompta
Alliopsis incompta este o specie de muște din genul Alliopsis, familia Anthomyiidae, descrisă de Huckett în anul 1966. Conform Catalogue of Life specia Alliopsis incompta nu are subspecii cunoscute.